# Hubert von Herkomer
Hubert von Herkomer (Waal, Bajorország, 1849. május 26. – Budleigh Salterton, 1914. március 31.) német származású angol festő.

## Élete
Édesapja Waalban volt szentképfaragó. 1851-ben családja Amerikába vándorolt ki, de már 1857-ben visszatért és Southamptonban telepedett le. Miután Herkomer az ottani művészeti iskolán megkezdte tanulmányait, 1865-ben apjával, aki megbízást kapott, hogy Peter Vischer négy evangelistaszobrát fából kifaragja, Münchenbe ment és az ottani akadémián tovább képezte magát. 1866-ban rövid időre a South Kensington iskola növendéke lett, majd visszatért Southamptonba, ahol műveiből kis kiállítást rendezett és rajzokat készített egy élclap számára. 1870-ben Londonba ment, ismeretessé vált a Graphic-be rajzolt illusztrációival és festményeivel is sikert aratott; ilyenek: A pihenés, A kútnál, A vacsora, A sajtos, A fáradtság. 
1871-ben az akvarellfestők egyesületébe lépett be. 1873-ban kiállította A nap fáradalmai után, 1874-ben Az erdő, 1875-ben A vadorzó elfogatása című képet. 1878-ban a párizsi világkiállításon nagy érmet nyert Az invaldusok utolsó istentisztelete Chelsea-ben című híres, realisztikus festményével. Ezután következtek: Este (jelenet egy londoni női menedékházból), The Gloom of Idwal (Észak-walesi tájkép), God's shrine, A könyörgők, Ellentétek (angol nők a bajor hegyekben). 1886-ban állította ki Grant kisasszony (a fehér ruhás hölgy) világhírű arcképét. Több női arcképe is hasonlóan népszerű. Legkitűnőbb férfiarcképei: Richard Wagner, Alfred Tennyson, Archibald Forbes, John Rudkin, Stanley, John Richter, stb. képmásai. 1885-től a berlini akadémia tagja és az oxfordi egyetem tanára volt. Ott tartott előadásai közül megjelentek: Hubert H., Etching and mezzotint enraving, Lectures delivered at Oxford (London, 1892).

## Galéria

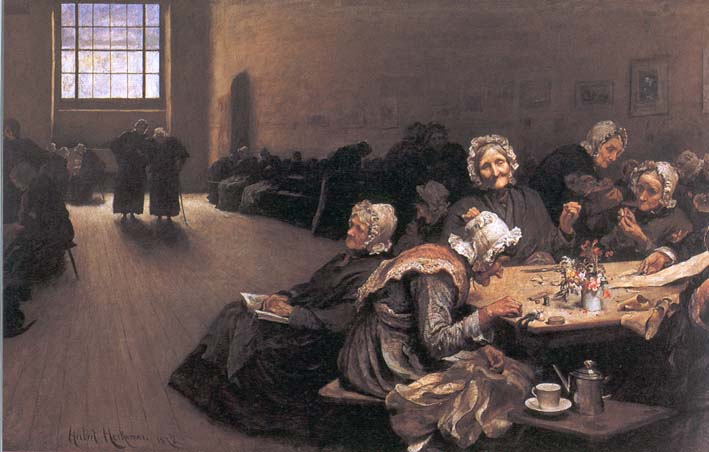
Eventide: A Scene in the Westminster Union, 1878
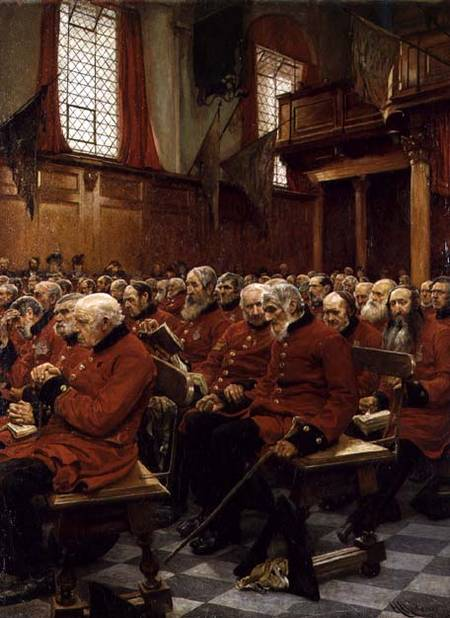
The Last Muster, 1875
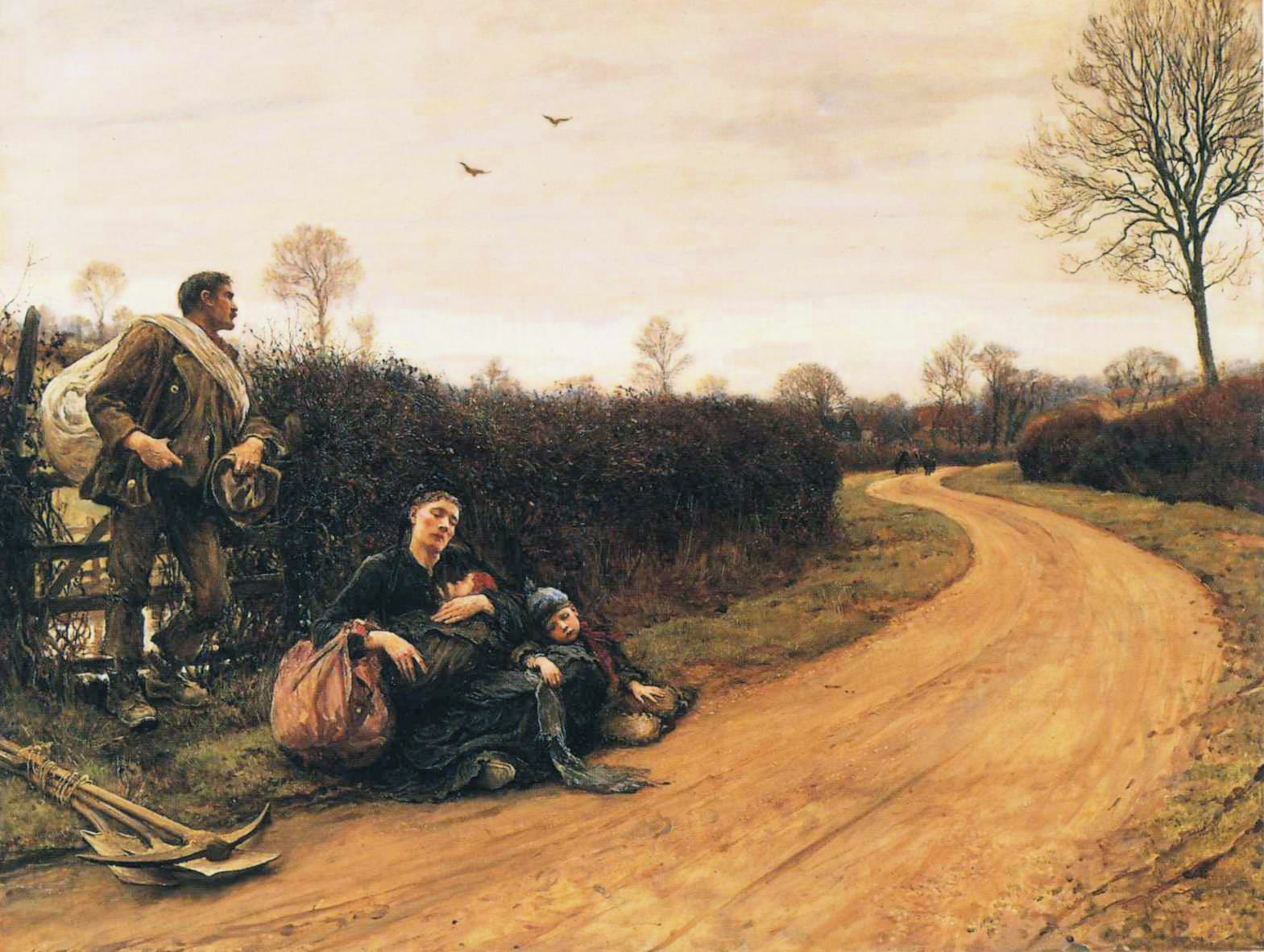
Hard Times (1885).
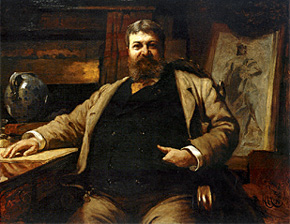
Portrait of Henry Hobson Richardson, 1886
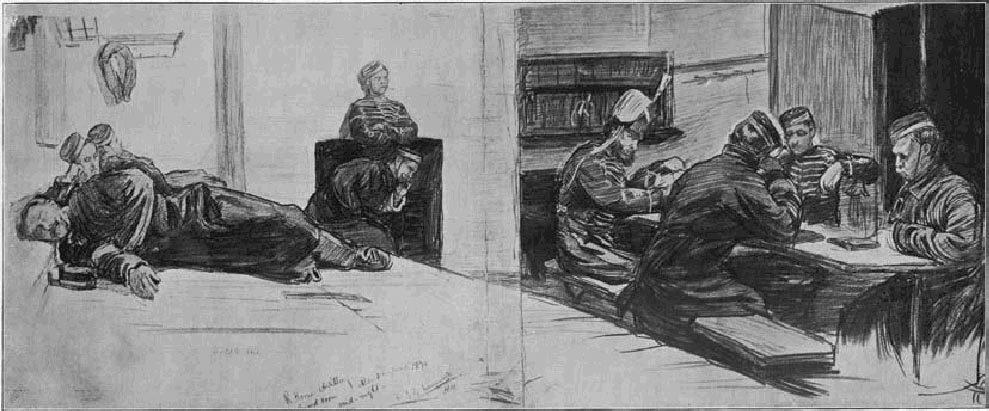
A Guard-Room at Aldershot (1870)
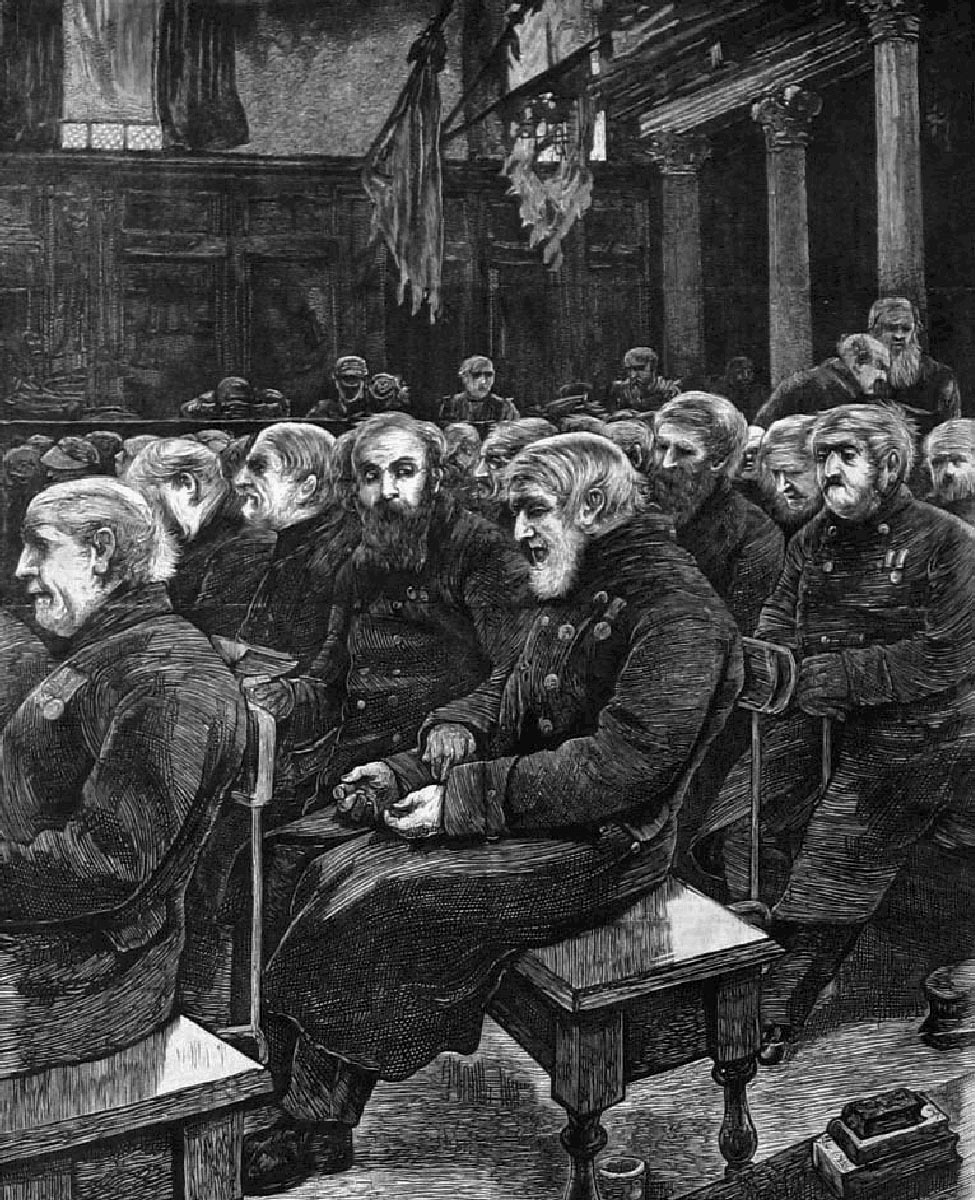
Sunday at the Chelsea Hospital (1871).
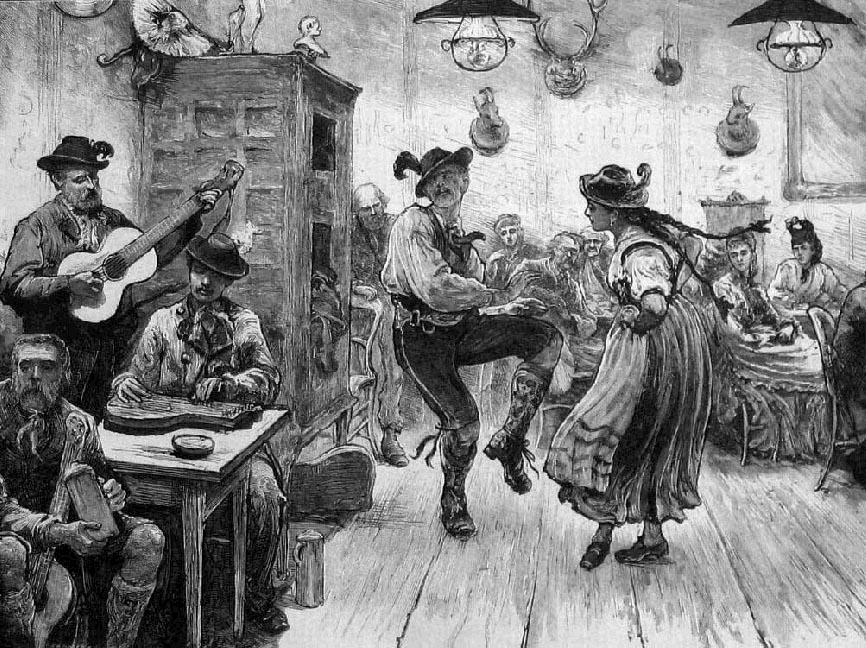
The 'Schuhplattl' Dance (1873)
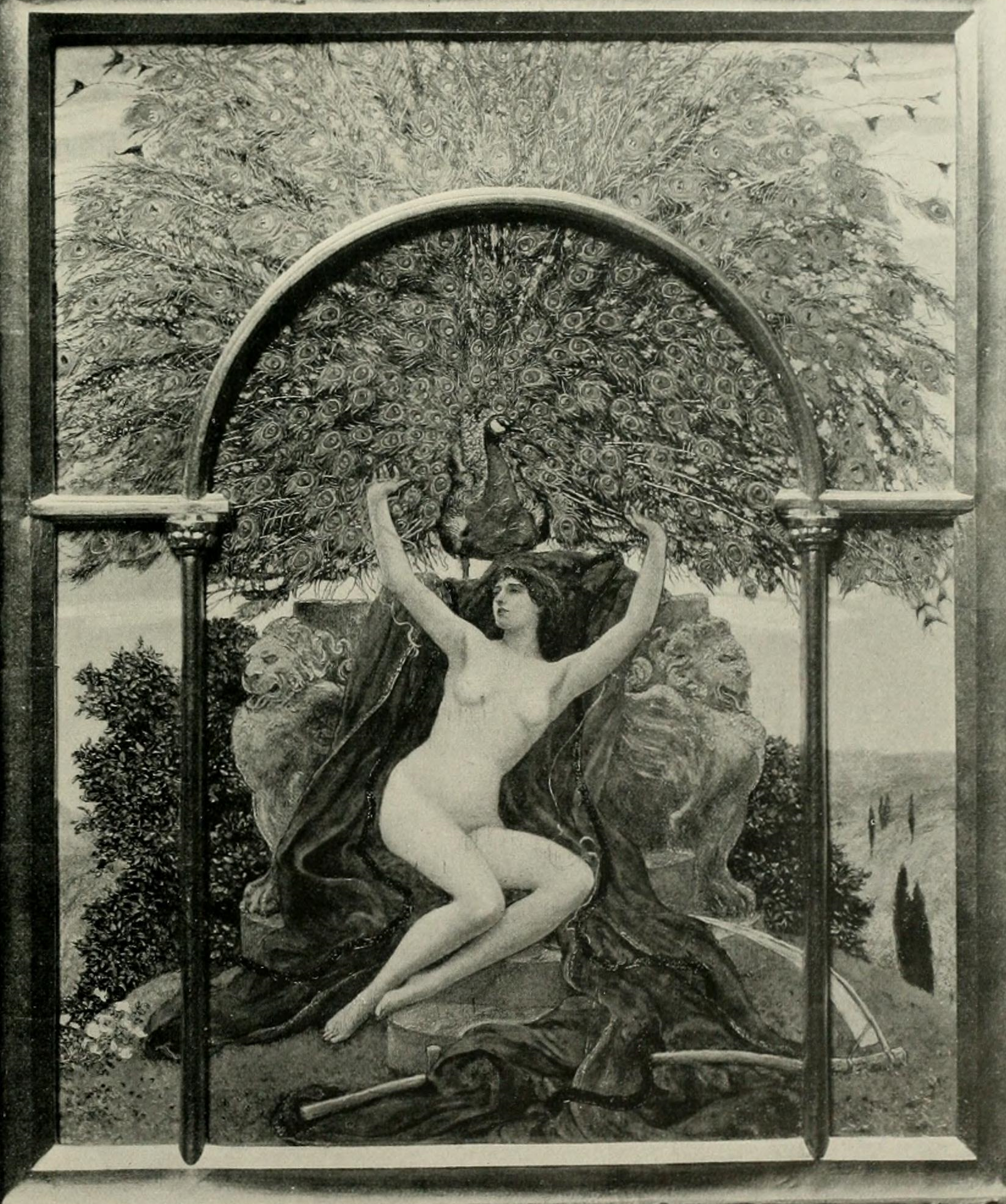
Beauty's Altar, 1900